# Ованес Гарнеци
Оване́с Гарнеци́ (арм. Հովհաննես Գառնեցի), — армянский богослов XIII века. Был вардапетом. Получил известность благодаря своему труду «Молитвенник вардапета Ованеса Гарнеци» (арм. «Աղօթամատուց Յովհաննու վարդապետի Գառնեցւոյ»), иногда называемому также «Книга молитв» (арм. «Գիրք աղօթից»). Современники описывали эти молитвы как чудотворные. Особенно известны семь молитв для каждого дня недели, где каждая молитва начинается соответствующей буквой в его имени (Յ, Ո, Վ, Ա, Ն, Ե, Ս). В книге есть также несколько молитв для путешественников. Помимо этого до наших дней дошёл его труд «Советы монахам» (арм. «Խրատք առ միանձինս»). В 2001 году молитвы Ованеса Гарнеци были переведены и изданы на английском языке.

Киракос Гандзакеци в своей «Истории» посвятил целую главу личности Ованеса Гарнеци.